# Benz (Familienname)
Benz ist ein deutscher Familienname:

## Etymologie
Kurzform von Bernhard, vgl. Hinz, Kunz, Franz, Fritz, Götz, Lutz und Lenz. Das Verb benzen bedeutet im Bairischen „betteln, jammern“, ein Bentz ist ein „roher Mensch“.

## Namensträger

### A
- Albert Benz (Maler) (1846–1926), Schweizer Maler
- Albert Benz (Architekt, Schweiz) (1877–1936), Schweizer Architekt
- Albert Benz (Architekt, Deutschland) (1877–1944?), deutscher Architekt
- Albert Benz (Komponist) (1927–1988), Schweizer Komponist und Dirigent
- Alexander Benz (Volleyballspieler) (* 1995), deutscher Volleyballspieler
- Alexander Otto Benz (1880–1980), US-amerikanischer Versicherungsmanager und Politiker der Wisconsin Progressive Party
- Alfred Benz (Geistlicher) (1871–1948), Schweizer Ordensgeistlicher (OFMCap) und Pädagoge
- Alfred Benz (Genealoge) (1925/1926–2012), deutscher Genealoge und Heimatforscher
- Alfred Benz (Grafiker) (1939–2020), deutscher Grafiker
- Andreas Benz (Psychoanalytiker) (1942–2017), Schweizer Mediziner, Psychoanalytiker, Psychiater und Autor
- Andreas Benz (Badminton) (* 1958), deutscher Badmintonspieler und Trainer
- Andrew Benz (* 1994), US-amerikanischer Volleyballspieler
- Anna Maria Benz (1694–1738), deutsche Malerin
- Armin Benz (Architekt) (* 1952), Schweizer Architekt
- Armin Benz (Schauspieler) (* 1972), deutscher Schauspieler
- Arnold Benz (* 1945), Schweizer Astrophysiker
- Arthur Benz (* 1954), deutscher Politikwissenschaftler
- August Benz (1828–1907), deutscher Maler, Zeichner und Kunstpädagoge

### B
- Bertha Benz (1849–1944), deutsche Automobilpionierin, Ehefrau von Carl Benz
- Bruno Benz (* 1934), Schweizer Redakteur und Herausgeber (Historischer Kalender oder der Hinkende Bot)

### C
- Carl Benz (1844–1929), deutscher Ingenieur und Automobilpionier
- Carlo Benz (* 1957), deutscher Schauspieler

### D
- Daniel Benz (* 1987), deutscher Badmintonspieler
- Dolf Benz (1908–1988), niederländischer Sprinter

### E
- Eberhard Benz (1928–2020), deutscher Verwaltungsbeamter und Vorstandssprecher
- Eduard Benz (Botaniker) (1842–1929), Schweizer Lehrer, Botaniker und Sammler
- Eduard Benz (Musiker) (1931–2020), Schweizer Architekt, Bratschist und Orchesterleiter
- Emilie Benz (1863–1928), Schweizer Pädagogin
- Eric Benz (* 1980), deutscher Schauspieler
- Erich Benz (1915–2000), deutscher Fußballspieler
- Ernst Benz (1907–1978), deutscher Theologe
- Eugen Benz (Unternehmer) (1873–1958), deutscher Unternehmer und Automobilrennfahrer, Sohn von Carl Benz
- Eugen Benz (Entomologe) (1881–1956), deutscher Insektenforscher
- Eva Benz-Rababah (* 1958), deutsche Landschaftsarchitektin, Hochschullehrerin und Autorin
- Eva-Maria Hanebutt-Benz (* 1947), deutsche Kunsthistorikerin, Ausstellungskuratorin und Direktorin des Mainzer Gutenberg-Museums

### F
- Ferdinand Benz (1821–1878), deutscher Orgelbauer
- Franz Benz (Fußballspieler) (* 1962), deutscher Fußballspieler
- Franz Michael Benz (1809–1882), deutscher Landwirt, Händler und Politiker
- Franziska Benz (* 1988), deutsche Schauspielerin
- Friedrich Benz (1878–1904), deutscher Schriftsteller
- Fritz Benz (* 1963), US-amerikanischer Musiker, Dirigent und Hochschullehrer

### G
- Georg Benz (Gewerkschafter) (1921–2006), deutscher Gewerkschafter und IG-Metall Vorstandsmitglied
- Georg Benz (1926–2021), Schweizer Entomologe
- Georg Benz (Maler) (* 1931), Schweizer Maler
- Gerold Benz (1921–1987), deutscher Journalist und Politiker (CDU)
- Gottfried Benz (1894–1972), deutscher SA-Mann und NS-Bürokrat
- Günther Benz (* 1957), deutscher Verwaltungsjurist
- Gustav Benz (1866–1937), Schweizer Pfarrer und Prediger

### H
- Hanno Benz (* 1972), deutscher Kommunalpolitiker (SPD)
- Hans Benz (1921–1984), deutscher Ingenieur und Heimatforscher
- Harald Benz (* 1972), liechtensteinischer Fußballspieler
- Hartmut Benz (* 1964), deutscher Archivar und Historiker
- Heinrich Benz (Jurist) (1863–1938), Schweizer Jurist
- Heinrich Benz (1901–1944), Opfer des Nationalsozialismus, siehe Liste von NS-Opfern aus Solingen
- Herbert Benz (1921–1988), deutscher Mathematiker und Hochschullehrer
- Heribert Benz (?–1997), deutscher Rechtswissenschaftler
- Hermann Benz (1927–2015), deutscher katholischer Geistlicher

### I
- Ilona Benz (* 1990), deutsche Staatswissenschaftlerin
- Immanuel Benz (* 1986), deutscher Politikwissenschaftler und Jugendverbandsfunktionär
- Isabella Benz (* 1990), deutsche Schriftstellerin

### J
- Johann Baptist Benz (1807–1880), deutscher Komponist und Domkapellmeister
- Johann Martin Benz (1815–1882), Schweizer Maler und Zeichner
- Jörg Benz (1936–2017), Schweizer Handballspieler
- Josef Benz (Maler) (1910–1992), Schweizer Maler
- Josef Benz (Bobfahrer) (1944–2021), Schweizer Bobsportler
- Josef Benz-Lotthammer (1905–1983), Schweizer Jurist und Richter
- Josef Friedrich Benz, eigentlicher Name von Papa Benz (1863–1928), deutscher Opernsänger (Tenor), Kabarettist und Gastwirt
- Josef Leo Benz (* 1939), Schweizer Architekt
- Julie Benz (* 1972), US-amerikanische Schauspielerin
- Julius von Benz (1831–1907), deutscher Politiker

### K
- Karl Benz (1844–1929), deutscher Ingenieur und Automobilpionier, siehe Carl Benz
- Karl Benz (Landrat) (1897–1967), deutscher Landrat
- Karl Benz (Politiker) (1900–1983), deutscher Politiker (BCSV, später CDU)
- Karl Josef Benz (1927–2016), deutscher römisch-katholischer Kirchenhistoriker und Liturgiewissenschaftler
- Klaus-Werner Benz (* 1938), deutscher Kristallograph
- Kurt Benz (1889–1983), deutscher Bürgermeister und Landrat

### L
- Laura Benz (* 1992), Schweizer Eishockeyspielerin
- Leo Benz (1927–2017), deutscher Politiker (CSU)
- Lore Benz (* 1962), deutsche Altphilologin
- Ludwig Wilhelm Benz (1611–1683), deutscher Bischof und Weihbischof in Eichstätt
- Lydia Benz-Burger (1919–2008), Schweizer Politikerin, Redaktorin und Feministin

### M
- Margot Benz (* 1963), Schweizer Politikerin (Grüne)
- Markus Benz (* 1955), deutscher Politiker (Die Violetten)
- Mathilde Benz (Sängerin) (Mathilde Trump; 1880–1967), deutsche Sängerin und Unterhaltungskünstlerin
- Mathilde Benz (1901–1977), deutsche Schauspielerin, siehe Lee Parry
- Max Benz (* 1968), deutscher Künstler
- Maximilian Benz (* 1983), deutscher Germanist, Literaturwissenschaftler und Hochschullehrer

### N
- Nikki Benz (* 1981), kanadisches Model, Pornodarstellerin und Filmregisseurin
- Nina Benz (* 1998), deutsche Radrennfahrerin
- Noemi Benz (* 2004), Schweizer Fußballspielerin

### O
- Obie Benz (* 1949), US-amerikanischer Dokumentarfilmer
- Otto Benz (Unternehmer, Schweiz) (1876/1877–1971), Schweizer Unternehmer und Firmengründer
- Otto Benz (Unternehmer, Deutschland) (1913–?), deutscher Unternehmer
- Otto C. Benz (1882–??), US-amerikanischer Maler
- Ottomar Benz (1880–1960), deutscher Politiker und Bankier

### P
- Papa Benz (Josef Friedrich Benz; 1863–1928), deutscher Opernsänger (Tenor), Kabarettist und Gastwirt
- Paul Benz (* 1986), australischer paralympischer Athlet
- Peter Benz (* 1942), deutscher Politiker, Oberbürgermeister von Darmstadt
- Peter Benz (Architekt) (* 1971), deutscher Architekt und Hochschullehrer
- Peter-Ulrich Merz-Benz (* 1953), Schweizer Soziologe und Philosoph
- Philipp Benz (1912–2011), deutscher Politiker, Gewerkschafter und Verbandsfunktionär und Widerstandskämpfer

### R
- Richard Benz (Rennfahrer) (1874–1955), deutscher Automobilrennfahrer und Unternehmer
- Richard Benz (Schriftsteller) (1884–1966), deutscher Schriftsteller und Privatgelehrter
- Robert von Benz (1780–1849), österreichischer Landeshauptmannstellvertreter
- Robert Benz (Schauspieler), kanadischer Schauspieler
- Robert Benz (Pianist) (* 1954), deutscher Pianist und Musikpädagoge
- Robin Benz (* 1995), deutscher Fußballspieler
- Roland Benz (Rennfahrer), Schweizer Motorradrennfahrer und -konstrukteur
- Roland Benz (Fußballspieler) (* 1940), deutscher Fußballspieler
- Roland Benz (Biophysiker) (* 1943), deutscher Biophysiker
- Rolf Benz (1933–2025), deutscher Unternehmer
- Rudolf Benz (1810–1872), Schweizer Jurist und Staatsbeamter

### S
- Sandrine Benz (* 1984), Schweizer Triathletin
- Sara Benz (* 1992), Schweizer Eishockeyspielerin
- Severin Benz (1834–1898), Schweizer Maler
- Silvia Häusl-Benz (* 1979), österreichische Politikerin (ÖVP)
- Simone Benz (* 1980), Schweizer Triathletin, siehe Simone Brändli
- Sofie Benz (1884–1911), deutsche Malerin
- Sophie Benz Hofmann (* 1948), Schweizer Künstlerin
- Spragga Benz (* 1969), jamaikanischer DJ
- Stefan Benz (* 1964), deutscher Mediziner und Krebsforscher
- Stefan Benz (Schriftsteller) (* 1966), deutscher Kulturredakteur und Schriftsteller

### W
- Walter Benz (Unternehmer) (1926–2016), deutscher Unternehmer
- Walter Benz (1931–2017), deutscher Mathematiker
- Walther Benz (vor 1923–1988), Schweizer Jurist und Heimatforscher
- Werner Benz (1935–2019), deutscher Geistlicher und Kirchenmusiker
- Wigbert Benz (* 1954), deutscher Historiker
- Wilhelm Benz (1868–1954), deutscher Politiker
- Willy Benz (Astrophysiker) (* 1955), Schweizer Astrophysiker
- Willy Benz-Baenitz (1881–1957), deutscher Maler
- Winfried Benz (1936–2016), deutscher Wissenschaftsmanager
- Wolfgang Benz (* 1941), deutscher Historiker
- Wolfgang Benz (Maler) (1953–1995), deutscher Maler und Zeichner